# Quecksilber(I)-iodid
Quecksilber(I)-iodid ist eine chemische Verbindung und gehört zu den Quecksilberhalogeniden.

## Vorkommen
Quecksilber(I)-iodid kommt natürlich in Form der Minerale Moschelit und Iodhydrargyrit vor.

## Gewinnung und Darstellung
Quecksilber(I)-iodid kann direkt aus den Elementen Quecksilber und Iod dargestellt werden:
{\displaystyle \mathrm {2\ Hg+I_{2}\longrightarrow Hg_{2}I_{2}} }
Es entsteht auch durch Fällung aus einer verdünnten Quecksilber(I)-Lösung wie Quecksilber(I)-nitrat-Lösung mit Iodidionen. Ein Überschuss an Iodid ist dabei zu vermeiden, da das Quecksilber(I)-iodid dann zu einem 1:1-Gemisch aus elementarem Quecksilber und Tetraiodomercurat(II) disproportioniert, das als Neßler-Reagenz bekannt ist.
{\displaystyle \mathrm {Hg_{2}(NO_{3})_{2}+HI\longrightarrow Hg_{2}I_{2}+2\ HNO_{3}} }
Quecksilber(I)-iodid kann auch durch Reaktion von Quecksilber mit Quecksilber(II)-iodid bei Temperaturen unter 564 Kelvin oder durch Reaktion von Quecksilber(II)-chlorid mit Zinn(II)-chlorid in alkoholischer Lösung von Kaliumiodid gewonnen werden.

## Eigenschaften
Quecksilber(I)-iodid ist ein gelber Feststoff, der sich unter Licht leicht zu Quecksilber und Quecksilber(II)-iodid zersetzt. Es bildet keine Hydrate und besitzt eine tetragonale Kristallstruktur. Bei Erwärmung färbt es sich über orange zu rot.

## Verwendung
Quecksilber(I)-iodid war im 19. Jahrhundert ein verbreitetes Medikament, auch protiodide of mercury, Hydrargyrum bijodatum oder Hydrargyrum jodatum genannt (der seltene Begriff protiodide bezeichnet das Iodid eines Elements mit dem geringsten Iod-Anteil). Es wurde gegen eine Vielzahl von Erkrankungen, von Akne bis Nierenkrankheit und insbesondere auch der Syphilis eingesetzt.
Nierenschäden (nephrotisches Syndrom) und andere Symptome durch die Einnahme sind bekannt.